# Steroidhormon
Steroidhormoner är hormoner som, kemiskt sett, är steroider, och vilka verkar i kroppen genom att binda till steroidreceptorer i cellernas cytoplasma. Steroidhormonerna kan delas in i fem grupper, efter vilka receptorer de binder till för att överföra sin signal: glukokortikoider, mineralkortikoider (eller mineralokortikoider), androgener, östrogener och progesteron. Ett sjätte besläktat system av besläktade hormoner är en grupp derivat av Vitamin D, fast rent kemiskt är dessa steroler snarare än steroider. Steroidhormoner verkar genom att de inducerar syntes av vissa proteiner, genom att inducera transkription av generna för dessa proteiner.
Steroidhormoner bildas i äggstockar respektive testiklar och i binjurebarken. De bildas av kolesterol. Vidare omvandling och nedbrytning sker i lever, i andra perifera vävnader, och i de vävnader där hormonet verkar. I blodet bärs steroidhormonerna i allmänhet av särskilda bärarprotein. 
Eftersom steroider och steroler är fettlösliga, kan de relativt lätt diffundera genom cellmembranet till cellens inre. I cellens cytoplasma kan steroidhormet ibland genomgå en förändring med hjälp av ett enzym, såsom att reduceras eller hydroxyleras innan det binder till sin receptor. I några fall är denna receptor bunden till ett heat shock protein, som släpper när receptorn bundit sin ligand. De flesta receptorer till steroidhormoner dimeriserar när hormonet binder. Två receptorenheter med bunden ligand slår sig ihop till en funktionell enhet, som tar sig in i cellkärnan. I kärnan binder detta komplex till specifika DNA-sekvenser, och inducerar transkription av sina målgener.

## Syntes av steroidhormon

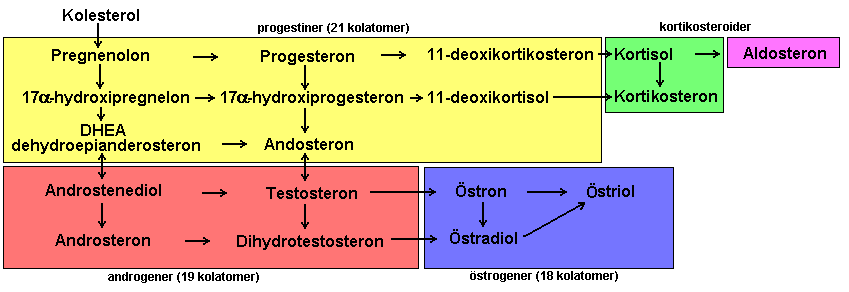
Schema över steroidsyntesen i kroppen.

Steroider syntetiseras från kolesterol. 
Viktiga enzymer för steroidsyntesen är aromatas som aromatiserar androgener till östrogener, 17α-hydroxilas som behövs för att lägga till en hydroxylgrupp på kolatom 17 i steroidskelettet och 5α-reduktas som omvandlar testosteron till det mer potenta dihydrotestosteron.